# 韦尔娜·约翰斯顿
韦尔娜·约翰斯顿（英語：Verna Johnston，1930年3月18日—2010年4月4日），澳大利亚女子田径运动员。她曾代表澳大利亚参加1950年英联邦运动会田径比赛，获得二枚金牌和一枚铜牌。